# Альбезе-кон-Кассано
Альбе́зе-кон-Касса́но (итал. Albese con Cassano, ломб. Albes con Cassan / Albes e Cassan) — город в Италии, расположен в регионе Ломбардия, подчинён административному центру Комо (провинция).
Население составляет 3986 человек, плотность населения составляет 498 чел./км². Занимает площадь 8 км². Почтовый индекс — 22032. Телефонный код — 00031.
Покровительницей коммуны почитается святая Маргарита Антиохийская, празднование 5 июля.